# Annona saffordiana
Annona saffordiana este o specie de plante angiosperme din genul Annona, familia Annonaceae, descrisă de Robert Elias Fries. Conform Catalogue of Life specia Annona saffordiana nu are subspecii cunoscute.